# هری ابوت
هری ابوت (انگلیسی: Harry Abbott؛ زادهٔ ۱۸۸۳) یک بازیکن فوتبال اهل بریتانیا است. 
از باشگاه‌هایی که در آن بازی کرده‌است می‌توان به باشگاه فوتبال بلکبرن راورز و باشگاه فوتبال بولتون واندررز اشاره کرد.